# Zibako
Zibako est une localité du département de Pabré, dans la province de Kadiogo (région Centre) au Burkina Faso. En 2006, cette localité comptait 907 habitants dont 53 % de femmes.